# بروک البی
بروک البی (انگلیسی: Brooke Elby؛ زادهٔ ۲۴ مهٔ ۱۹۹۳) بازیکن فوتبال اهل ایالات متحده آمریکا است.
از باشگاه‌هایی که در آن بازی کرده‌است می‌توان به بوستون بریکرز و باشگاه فوتبال اورنج کانتی بلوز اشاره کرد.